# Jalnova rojstna hiša
Jalnova rojstna hiša stoji v vasi Rodine na Gorenjskem.
V starem delu njegove rojstne hiše je bila leta 1992 obnovljena zbirka o pisateljevem delu in življenju in je bila leta 1997 odprta za oglede. V veži je razstavljena dokumentacija in rekonstruirana črna kuhinja, v kamri je pisateljev delovni prostor z rokopisi, tiskanimi deli in dokumenti, bivalni prostor (hiša) pa je opremljen z originalno opremo.